# Zaginione miasto (pola hydrotermalne)

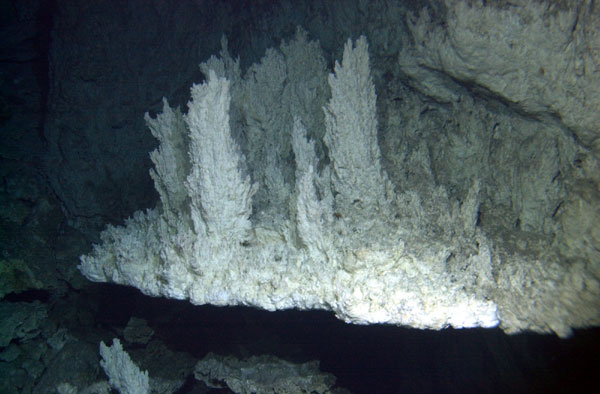
Kominy wapniowe powstałe przez wytrącanie się węglanu wapnia z cieczy wypływającej z komina podczas jej styku z chłodną wodą morską

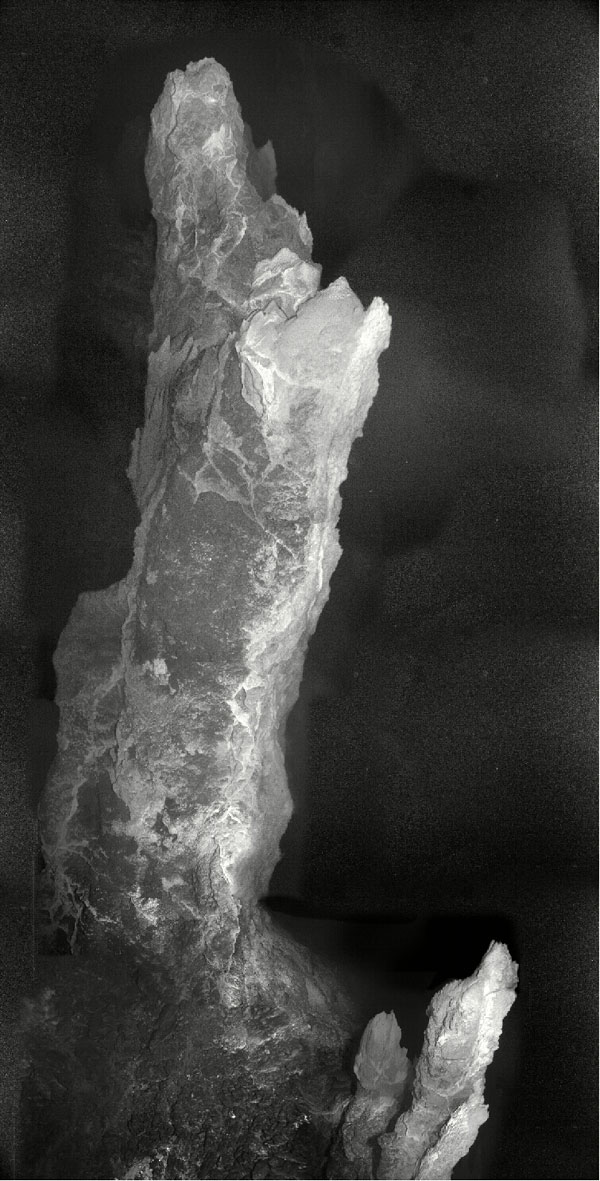
Komin wapienny o wysokości ponad 10 metrów. Jasne wierzchołki są miejscem świeżo osiadłego wapienia

Zaginione miasto – kominy hydrotermalne znajdujące się pod powierzchnią północnego Atlantyku. Zaginione Miasto jest ulokowane 15 km na zachód od Grzbietu Śródatlantyckiego na szczycie Atlantis Massif. Woda w nich krążąca nie styka się z magmą, dlatego podgrzewa się jedynie do 90°C i ma odczyn zasadowy: pH pomiędzy 9 a 11. Jest ona ponadto bogata w wapń, który w połączeniu z wodą morską wytwarza węglan wapnia tworzący trawertynowe „kominy”.
Różnią się one zasadniczo od kominów siarczkowych odkrytych w późnych latach 70 .
Z Zaginionym Miastem związana jest jedna z teorii biogenezy. Zakłada ona, że w tego rodzaju gorących źródłach powstają związki organiczne, które mogły być niegdyś podstawą do powstania pierwszych organizmów żywych. Związki te powstają z ditlenku węgla w procesie przekształcenia się obecnej tam skały – perydotytu – w serpentynit.